# Millfield (Ohio)
Millfield es un lugar designado por el censo ubicado en el condado de Athens en el estado estadounidense de Ohio. En el Censo de 2010 tenía una población de 341 habitantes y una densidad poblacional de 227,79 personas por km².

## Geografía
Millfield se encuentra ubicado en las coordenadas 39°26′9″N 82°5′45″O / 39.43583, -82.09583. Según la Oficina del Censo de los Estados Unidos, Millfield tiene una superficie total de 1.5 km², de la cual 1.47 km² corresponden a tierra firme y (1.9%) 0.03 km² es agua.

## Demografía
Según el censo de 2010, había 341 personas residiendo en Millfield. La densidad de población era de 227,79 hab./km². De los 341 habitantes, Millfield estaba compuesto por el 95.89% blancos, el 2.05% eran afroamericanos, el 0% eran amerindios, el 0% eran asiáticos, el 0% eran isleños del Pacífico, el 0.29% eran de otras razas y el 1.76% pertenecían a dos o más razas. Del total de la población el 2.35% eran hispanos o latinos de cualquier raza.